# Bílá Lhota
Bílá Lhota (deutsch Weißöhlhütten) ist eine Gemeinde in Tschechien. Sie liegt 24 Kilometer nordwestlich des Stadtzentrums von Olomouc und gehört zum Okres Olomouc.

## Geographie
Bílá Lhota befindet sich rechtsseitig der March am Rande des Landschaftsschutzgebietes Litovelské Pomoraví in den nördlichen Ausläufern des Drahaner Berglandes. Im Osten erhebt sich der Třesín (345 Meter).
Nordöstlich verläuft die Schnellstraße R 35 / E 442.
Nachbarorte sind Kozílek und Řimice im Norden, Měník und Mladeč im Osten, Měrotín im Südosten, Hradečná, Pateřín und Kovářov im Süden, Olešnice im Südwesten, Hrabí im Westen sowie Trpín und Červená Lhota im Nordwesten.

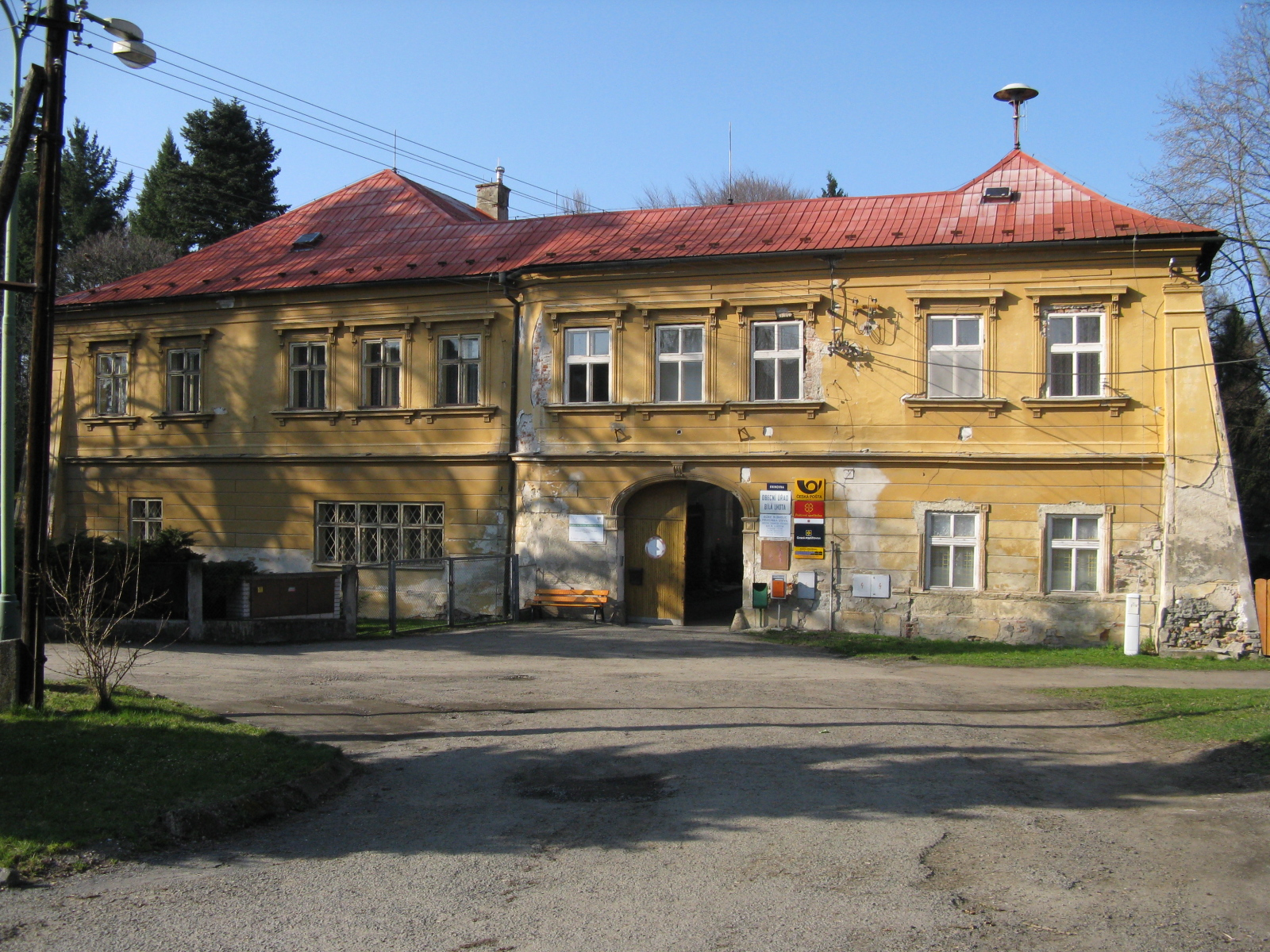
Landgut ("Schloss") von J. A. Speil von Ostheim in Weißöhlhütten

## Geschichte
Bílá Lhota wurde im Jahre 1350 erstmals urkundlich erwähnt. Älter ist der Ortsteil Řimice, der seit 1281 belegbar ist.
Nach der Aufhebung der Patrimonialherrschaften gehörte Bílá Lhota ab 1850 zum Bezirk Littau / Okres Litovel. Nach dessen Auflösung kam das Dorf 1961 zum Okres Olomouc. Im selben Jahre erfolgte die Eingemeindung von Hrabí, Hradečná und Pateřín. Am 23. Oktober 1976 wurde auch Řimice mit seinen Ortsteilen Červená Lhota, Měník und Nové Mlýny nach Bílá Lhota eingemeindet.

## Ortsgliederung
Die Gemeinde Bílá Lhota besteht aus den Ortsteilen Bílá Lhota (Weißöhlhütten), Červená Lhota (Rothöhlhütten), Hrabí (Hag), Hradečná (Hradeschna), Měník (Mienik), Pateřín (Paterschin) und Řimice (Rimnitz). Grundsiedlungseinheiten sind Bílá Lhota, Červená Lhota, Hrabí, Hradečná, Měník, Nové Mlýny (Neumühle), Pateřín, Řimice und Trpín.
Das Gemeindegebiet gliedert sich in die Katastralbezirke Bílá Lhota, Červená Lhota u Řimic, Hrabí, Hradečná u Bílé Lhoty, Měník, Pateřín und Řimice.

## Sehenswürdigkeiten
- Arboretum
- Schloss Bílá Lhota. Im Schloss komponierte Anfang der 1830er Jahre der Komponist Conradin Kreutzer – der in zweiter Ehe mit Anna Speil von Ostheim (1802–1886) vermählt war – eine Reihe seiner wichtigsten Werke, darunter Melusina nach Franz Grillparzers Libretto (ursprünglich für Beethoven verfasst) sowie Das Nachtlager in Granada.
- Kirche
- Kapelle Maria Rosenkranz am Dorfplatz von Měník
- Kapelle der Hl. Kyrill und Method, am Weg zwischen Měník und Řimice

## Persönlichkeiten
- Quido Riedl (* 7. Februar 1878 in Weißöhlhütten; † 17. April 1946 ebenda), Agronom und Dendrologe